# 松村英一
松村 英一（まつむら えいいち、1889年12月31日 - 1981年2月25日）は、大正期から昭和期にかけての日本の歌人。本名は英一（ひでかず）。号に彩花（さいか）。

## 生涯
東京府芝愛宕下生まれ。小学校を中退後、職を転々としながら短歌や小説の執筆に励む。16歳より電報新聞（後の毎日新聞）の短歌欄に投稿を始め、窪田空穂の選を受ける。空穂選歌欄を母体に組織された「十月会」に参加し、半田良平や植松寿樹と出会う。「十月会」から発展した歌誌『国民文学』の編集に1917年より携わり、1937年には空穂の推薦により編集・発行人となる。自然主義文学の影響による破調歌を経て、歌集『やますげ』から写実的歌風を確立する。
生涯にわたって定職は持たず、短歌雑誌の編集などに従事。1917年、尾山篤二郎とともに史上初の短歌の総合誌『短歌雑誌』刊行にも参画した。日本歌人クラブや現代歌人協会の設立に尽力し、名誉会員となった。1959年、『松村英一全歌集』で第5回日本歌人クラブ推薦歌集（現・日本歌人クラブ賞）特別賞受賞。読売新聞歌壇選者、宮中歌会始選者も務めた。門下に山本友一、千代國一、生方たつゑなど。1981年、91歳で没する。墓所は小平霊園(16-19-7)。

## 著書

### 単著
- 春かへる日に 歌集 十月会 1913
- やますげ 歌集 紅玉堂書店 1924 (国民文学叢書)
- 万葉集 代匠記・考・略解・古義 紅玉堂書店 1924
- 民謡小唄新釈 紅玉堂書店 1927 (新釈和歌叢書 ; 外編)
- 現代名歌評釈 紅玉堂書店 1929 (紅玉堂文庫)
- 添削批評を主としての短歌作法 白帝書房 1930
- 春の歌評釈 白帝書房 1931
- 源実朝名歌評釈 和歌評釈選集 非凡閣 1934
- 初霜 自選歌集 改造社 1936 (新撰代表短歌叢書)
- 短歌管見 人文書院 1936
- 短歌の作法と鑑賞 人文書院 1938
- 現代短歌辞典 用語と枕詞 大洋社出版部 1938
- 田園短歌読本 海南書房 1942
- 現代短歌の志向 文林堂双魚房 1943
- 露原 新紀元社 1947
- 現代短歌入門 暁書房 1948
- 現代短歌の話 短歌の基本問題 第二書房 1951 (短歌選書)
- 河社 歌集 長谷川書房 1952 (現代短歌叢書)
- 松村英一全歌集 国民文学社 1958
- 白い花の咲く道 新星書房 1972
- 樹氷と氷壁 歌集 私家版 1974
- 樹氷と氷壁以後 歌集 新星書房 1981.10
- 松村英一全歌集 新星書房 1985.4
- 山の井 歌集 1993.8 (短歌新聞社文庫)
- 過ぎて来た道・これからの道 評論集 新星書房 1997.6 (国民文学叢書)
- 松村英一の百首 千代国一編 国民文学社 2003.8 (国民文学叢書)
- 松村英一序文集 国民文学社 2010.12 (国民文学叢書)

### 共編著
- 白露集 十月会歌集 窪田通治共編 文芸社 1907.9
- 現代短歌用語辞典 短歌雑誌社 1919
- 現代一万歌集 紅玉堂書店 1925
- 徳川時代和歌の研究 窪田空穂共編 立命館出版部 1932
- 総輯新訳万葉集 大洋社出版部 1938